# ندا علیجانی
ندا علیجانی (متولد ۱۳۶۰) پزشک ایرانی، متخصص بیماری‌های عفونی و استادیار دانشگاه علوم پزشکی تهران است.
او در سال ۱۳۹۱ برندهٔ جایزه بنیاد جهانی پروفسور یلدا شد.

## آثار
- مجموعه درسنامه داخلی: مرجع ۹۵، ندا علیجانی، ناشر: رهپویان شریف
- عفونی: خلاصه درس به همراه مجموعه سوالات آزمون ارتقا و بورد داخلی با پاسخ تشریحی، سعید کلانتری و ندا علیجانی، ناشر: رهپویان شریف
- سوالات بورد و ارتقای داخلی با پاسخ تشریحی، گروه مؤلفان، ناشر: علوم کامپیوتر
- سوالات بورد و ارتقای بیماری‌های عفونی، گروه مؤلفان، ناشر: علوم کامپیوتر
- مجموعه سوالات سی و نهمین دوره آزمون پذیرش دستیار تخصصی پزشکی همراه با پاسخ‌های تشریحی، گروه مؤلفان، ناشر: تیمورزاده، طبیب
- فصول منتخب هاریسون، ندا علیجانی و زینب نادرپور، ناشر: رهپویان شریف